# Johannes Magnus

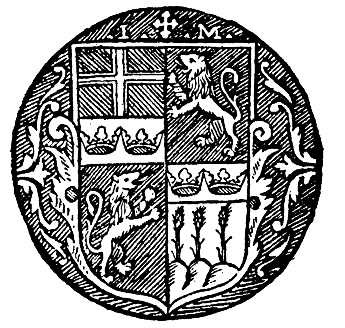
Johannes Magnus sigill.

Johannes Magnus, född 19 mars 1488 i Linköping, död 22 mars 1544 i Rom,  var en svensk präst, ärkebiskop av Uppsala stift (1523–1531, 1533–1544), ämbetsman, teolog, genealog och historiker. 
Han räknas som den siste på svensk mark styrande katolske ärkebiskopen av Uppsala stift, innan han reste till Rom som ett resultat av den pågående reformationen i Sverige. I samband med resan delegerade han ansvaret för Uppsala stift till linköpingsbiskopen Hans Brask.

## Biografi
Johannes Magnus föddes 1488 som son till borgaren i Linköping Måns Petersson och Kristina, bror till Olaus Magnus. Johannes studerade vid Katedralskolan i Skara, där han utnämndes till kanik 1506. Senare studerade han vid flera europeiska universitet, bland annat teologi hos den blivande påve Hadrianus VI i Leuven, och blev slutligen teologie doktor vid universitetet i Perugia, troligen 1520.
Som ung var han Sten Sture den yngres ombud i Rom, och 1523 valdes han till ärkebiskop i Uppsala, dock utan att få den nye påven Clemens VII:s godkännande förrän 6 maj 1524, ett år efter utnämningen, och detta med förbehållet att påven ville undersöka föregångarens öde. Sanningen var även den, att Johannes Magnus inte följde en helt klar linje i kampen mot lutherdomen; dels var han god vän med Gustav Vasa, dels tilltalade utsikterna till en nationskyrka hans fosterlandskärlek. Hans Brask krävde att han skulle införa inkvisitionen 1524, men Johannes Magnus kom till landsmännens och kungens försvar. Gustav Vasa lär ha utnyttjat honom hänsynslöst, och använt hans osäkra roll i båda läger för att driva igenom sin vilja. Johannes Magnus var därför den förste som anförtroddes att översätta Bibeln, detta för att inte väcka misstankar i Rom om reformationen, men arbetet kom inte till stånd då han begav sig till Lübeck på ett politiskt uppdrag. Det blev i stället Olaus Petri som genomförde detta. 1526 förhandlade han vad som brukar benämnas, egenmäktigt om äktenskap mellan Gustav Vasa och den polska prinsessan Hedvig, vilket antas ha varit en misslyckad strategi i ett försök att rädda kvar katolicismen som statsreligion i Sverige. 
Efter detta slutliga nederlag levde han i exil. Den 27 juli 1533 blev han trots allt smord till ärkebiskop i Rom, men vid det laget hade redan Laurentius Petri Nericius blivit utnämnd till protestantisk ärkebiskop.
Återstoden av sitt liv ägnade Johannes Magnus åt historisk forskning, och levde utan egna medel med sin bror Olaus Magni i Venedig och Rom, beroende av andras välvilja. Han dog där våren 1544 och begravdes i Peterskyrkan i Rom.
Efter Johannes död lät brodern trycka hans två stora verk Alla göta- och sveakonungars historia (Historia de omnibus Gothorum Sveonumque regibus) 1554 och Uppsala ärkestifts historia (Historia metropolitanæ ecclesiæ Upsalensis) 1557. Särskilt det förstnämnda fick stor internationell uppmärksamhet och trycktes i flera upplagor. Det fick också stor betydelse för stormaktstidens historieskrivare när de ville förhärliga den svenska forntiden. Johannes Magnus anger nämligen Sverige som goternas urhem och för den svenska regentlängden ända bort till Magog i Gamla testamentet.
Vid Johannes Magnus död utnämndes brodern till hans efterföljare som ärkebiskop, men förblev i exil i Rom på grund av den politiska och religiösa utvecklingen.

## Verk

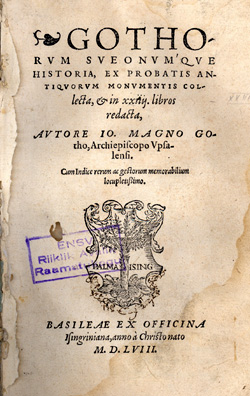
Utgåva av Historia de omnibus Gothorum Sveonumque regibus från 1558, med två kapitel av Olaus Magnus

Johannes Magnus verk Historia de omnibus Gothorum Sveonumque regibus (Alla göta- och sveakonungars historia), gavs ut först efter Johannes död. Tryckningen ombesörjdes år 1554 av brodern Olaus. Han tillägnade det kung Gustavs söner. Verket blev en stor succé, och trycktes om flera gånger. Johannes Magnus konstruerade långa kungalängder i syfte att förlänga det egna folkets historia bakåt i tiden. Flera av gestalterna kan falsifieras mot andra källor, och betraktas som sagokungar av det helt fiktiva slaget. Bokens fantasifulla historieskrivning är bland annat orsaken till att Erik XIV och Karl IX antog så höga regentnummer. Vasakungarnas självbild och den svenska stormaktstidens huvudideologi göticismen fick alltså här sitt manifest. Boken hade stort inflytande på 1500- 1600- och början av 1700-talets svenska historieuppfattning.
Den första svenska översättningen av Johannes Magnus stora verk utkom 1620 och utfördes av Ericus Schroderus. Den andra svenska översättningen med titeln Goternas och svearnas historia utgavs 2018 av Michaelisgillet i samarbete med Vitterhetsakademien. Den är utförd av professorn i retorik Kurt Johannesson. Utgåvan ansluter typografiskt till det latinska originalet och är försedd med en omfattande vetenskaplig kommentar av professorn i latin Hans Helander.  Utgåvan omfattar 723 sidor i stort format och kommentarvolymen 376 sidor.